# The New What Next
The New What Next è il sesto album in studio del gruppo musicale statunitense Hot Water Music, pubblicato nel 2004.

## Tracce
1. Poison – 2:51
2. The End of the Line – 3:12
3. All Heads Down – 3:20
4. My Little Monkey Wrench – 3:12
5. Under Everything – 4:15
6. There Are Already Roses – 3:14
7. Keep It Together – 3:30
8. The Ebb And Flow – 3:45
9. Bottomless Seas – 3:08
10. Ink And Lead – 4:05
11. This Early Grave – 3:37
12. Giver – 3:05